# かけぬけ★青春スパーキング!
『かけぬけ★青春スパーキング!』（かけぬけせいしゅんスパーキング）は、SAGA PLANETSが開発し2020年8月28日に発売した18禁恋愛アドベンチャーゲームである。略称は『かけぬけ』。
SAGA PLANETSの第23作目である本作は、「青春」テーマにしている。
2021年8月26日にエンターグラムより、PlayStation 4、Nintendo Switch版が発売。また、2024年3月21日には、同じくSAGA PLANETS開発の『AMBITIOUS MISSION』をセットにしアクリルキーホルダーを同梱したNintendo Switchパッケージ版「AMBITIOUS MISSION＋かけぬけ★青春スパーキング！セット」が発売された。2024年10月18日にNekoNyan、HIKARI FIELDよりSteam版が発売された。

## あらすじ

### 共通ルート
主人公・遠野遊は風見学園に通う傍ら、アルバイトに精を出していた。
ある日、遊の幼馴染の小日向響が風見学園に転入し、校則を勝手に解釈して「行動部」という部活動を立ち上げる。
一方、遊の同級生の鹿島理々は自分が所属する「ボランティア部」に彼を勧誘する。
2つの部活動はそれぞれの方法で知名度を得ようとするが、なかなかうまくいかない。
そんな矢先、学園の新しい理事長となった遊の叔母は、部活動の削減と奨学生制度終了を宣言する。
遊はある方法で「行動部」と「ボランティア部」を合併し、「青春部」という新しい部活動を立ち上げる。

## 登場人物[6]

### 主人公
遠野 遊（とおの ゆう）
本作の主人公。風見学園二年生。
ファミレスでチーフとしてアルバイトをしている。両親はいないため、義妹である律と二人で暮らしている。叔母とは揉め事を起こしており、叔母のことを嫌っている。マジックが得意で、理々からは、「師匠」と言われている。

### ヒロイン
小日向 響（こひなた ひびき）
声 - 水桃もな
誕生日 - 8月8日 / 血液型 - O型 / 身長 - 155cm / 3 Size - 87/57/81
風見学園二年生で、遊の幼馴染。アクティ部所属。
主人公の幼馴染。数年ぶりに風見市に帰ってきて、主人公と再会を果たす。明るく、社交的で、しかも美人ということもあり、一躍にクラスの中心的な存在になる。
とにかく面白いことをしたい、皆で楽しい学園生活を過ごしたいという気持ちから学園転入後、「行動部」通称「アクティ部」という部を立ち上げる。
鹿島 理々（かしま りり）
声 - 澤田なつ
誕生日 - 10月13日 / 血液型 - AB型 / 身長 - 162cm / 3 Size - 91/55/84
風見学園二年生。ボランティア部(ネガティ部)所属。主人公のクラスメイト。
しっかりとした性格をしていて、クラス委員長を務めている。ふわっとした優しい空気間を漂わす美少女で、クラスの人気も高い。
学園に入学してから、人の役に立つためにとボランティア部を設立するが、通称「ネガティ部」などと言われ、部員が増えないのが悩みの種。ガチャガチャのマスコットをコレクションしている。
柊 栞里（ひいらぎ しおり）
声 - 丸葉沙綾
誕生日 - 12月3日 / 血液型 - B型 / 身長 - 146cm / 3 Size - 72/51/75
風見学園一年生。アクティ部所属。
基本的に無表情で、リアクションは薄い。一人でぼんやりと空や動植物を眺めていたりする。
別に冷たいわけではないが、とっつきにくいためクラスでは浮いた存在。
ぼーっとしているところを響きにつかまり、流されるままアクティ部に入部した。
お気に入りヨーチューブチャンネルがあるらしく、休み時間によく動画をチェックしている。
海堂 凪子（かいどう なぎこ）
声 - 明羽杏子
誕生日 - 5月27日 / 血液型 - A型 / 身長 - 159cm / 3 Size - 83/56/85
風見学園三年生。アクティ部所属。
サバサバした性格で、姉御肌。周囲から頼られることが多い。男に対する耐久が低く照れて、ついそっけない態度をとってしまい、「自分は未熟者だ」と自己嫌悪で凹んでいる。
響きとは従姉妹で、妹のようにかわいがってきた響きが立ち上げた「アクティ部」に入部を決めた。
スポーツ全般が得意で、マリンスポーツと合気道を小さい頃からやっている。
聖 橘花（ひじり きっか）
声 - 左利ぴんく
誕生日 - 1月8日 / 血液型 - O型 / 身長 - 153cm / 3 Size - 82/53/79
風見学園一年生。無所属。
遊の一個下の後輩だが、どのクラスなのか、どの部活に所属しているのかなぜか教えてくれない。「そんなこといいじゃなっすかー、先輩あたし好きなんすかー」といつも煙に巻かれる。
お調子者で老若男女問わず、ゼロ距離で馴れ馴れしく接する。
趣味は主人公いじり。反応がフツーの男子と違ってて面白いらしい。
遠野 律（とおの りつ）
声 - 上原あおい
誕生日 - 6月18日 / 血液型 - A型 / 身長 - 148cm / 3 Size - 70/54/77
主人公の義妹、風見学園一年生。無所属。
容姿は年齢からすると童顔。非常に可愛い性格で、誰にでも好かれる大人しめの優等生。
兄に生意気な口を利くこともあるが、実は重度のブラコン。ところ構わず好き好きアピールをしている。自分のために必死にバイトしている兄には、もっと学園生活ーー青春を楽しんでほしいと思っている。

### サブキャラクター
神楽坂  慎二 (かぐらざか しんじ)
　 声 - 井伊筋肉
　主人公の友人。イケメンだが女性が苦手。理々と同じボランティア部に所属している。
岬　和水 (みさき なごみ)
　声 - かわしまりの
　主人公の叔母。学園の新しい理事長であり、遺産などで揉めている。
店長 (店長)
　声 - TAKAO
　主人公のバイト先のファミレスの店長。アイドルオタク。

## 主題歌
オープニングテーマ『Love♡Vacation』
歌 - 松下、Nayuta
作詞 - うらん
作曲・編曲 - 山口朗彦
エンディングテーマ『フカンゼンyouth』
歌 - 佐藤アスカ
作詞 - こはるん
作曲・編曲 - 高瀬一矢
グランドエンディングテーマ『メッセージ』
歌 - 佐咲紗花
作詞・作曲・編曲 - 樋口秀樹

## スタッフ
- 原画 / ほんたにかなえ、とらのすけ、有末つかさ、羽咲せいか
- SD原画 / ぴこぴこぐらむ
- シナリオ / 瀬尾順、砥石大樹、保住圭、にっし～、モーリー
- BGM / 山口たこ、Yuki Nakano、田中俊裕、松本慎一郎、えびかれー伯爵、水月陵
- ディレクター / KURO

## 開発
本作のメインシナリオは、『カルマルカ*サークル』や『喫茶ステラと死神の蝶』を手掛けた瀬尾順が担当した。
本作では、6人のヒロインが登場しており、シナリオのボリューム数によりメインとサブに分かれているが、基本的にはメインとサブに扱いの差はなく、サブヒロインにもHシーンやエンディングが用意されている。
ヒロインと主人公の恋愛を純粋に楽しんでほしいという意図から、Hシーンは主人公とヒロインの一対一によるものがすべてであり、3P等は取り入れられなかった。
メイン4人のうち、小日向響は明るい性格で主人公を翻弄するキャラクターとして描かれているが、ディレクターのkuroは響がわがままで主人公を振り回しているわけではないとし、主人公の幸せを願って行動しているとBugBugとのインタビューの中で話している。
鹿島理々は一途な人物として描かれており、彼女のルートでは特にそれが強く表現された。
主人公の後輩・柊栞里はインターネットに詳しい人物として描かれており、彼女のルートの核心にもなっている。
また、栞里は「先輩がそういうなら」を口癖とするなど受動的な人物として描かれているが、Hシーンではパイズリなど能動的な態度をとる場面が用意された。
主人公の義妹・遠野律はサブヒロインに位置付けられており、彼女のルートは、義兄との日常生活や二人の過去が主題に置かれた。

## 反響

### 発売前の反響
本作のメインライターの瀬尾順は体験版公開から1か月の時点で体験版のプレイ動画が多数挙がっていて驚いたと話している。

### 売り上げ・ランキング
本作は、発売月であるGetchu.comの2020年8月の売り上げランキングにて首位を獲得した。
萌えゲーアワード2020の年間ランキング3位、準大賞を獲得した。